# Uba (Fluss)
Die Uba (russisch Уба, kasachisch Оба Oba) ist ein rechter Nebenfluss des Irtysch im kasachischen Gebiet Ostkasachstan.

## Flusslauf
Die Uba entsteht am Zusammenfluss von Belaja Uba (Белая Уба, Ақ Оба, „Weiße Uba“, von links) und Tschornaja Uba (Чёрная Уба, Қара Оба, „Schwarze Uba“, von rechts) im westlichen Altai. Von dort fließt sie in westlicher Richtung. Nördlich des Flusslaufs erstreckt sich der Gebirgszug des Tigirek-Kamms, dessen Südflanke vom rechten Nebenfluss Beloporoschnaja Uba entwässert wird. Die Uba nimmt die Nebenflüsse Stanowaja Uba und Malaja Uba auf. Schließlich passiert sie die Stadt Schemonaicha und mündet in den vom Irtysch durchflossenen Schulbinsker Stausee.
Die Uba hat eine Länge von 278 km. Das Einzugsgebiet umfasst 9850 km². Am Pegel Schemonaicha, 62 km oberhalb der Mündung, beträgt der mittlere Abfluss (MQ) 178 m³/s.